# Fiske Terrace (Brooklyn)
Fiske Terrace es una comunidad planificada y barrio del distrito de Brooklyn en Nueva York. Fiske Terrace está ubicado en el centro-sur de Brooklyn, al sur de la comunidad de Flatbush, y al norte del (y en ocasiones considerado como parte de) barrio de Midwood. Hace frontera con Glenwood Road al norte, Ocean Avenue al este, del Ramal Bay Ridge al sur y de la línea Brighton al oeste.
Fiske Terrace fue desarrollado con viviendas diseñadas individuales a principios del siglo XX por la T.B. Ackerson Company. La comunidad cuenta con la estación de metro de la Avenida H de la línea Brighton, cuya centenaria estación fue declarado monumento nacional en 2004 por la Comisión para la Preservación de Monumentos Históricos de Nueva York.
Entre los notables residentes de Fiske Terrace se incluyen Richard Hellmann, creador y fundador de la marca de mayonesa Hellmann's Mayonnaise, y Charles Ebbets, propietario del estadio de béisbol Ebbets Field y del equipo Brooklyn Dodgers.
El 18 de marzo de 2008, la Comisión para la Preservación de Monumentos Históricos de Nueva York aprobó por unanimidad la designación del Distrito Histórico de Fiske Terrace-Midwood Park, siendo designados 250 hogares.